# Aurora Sombras
Aurora Sombras es una serie española de historietas de misterio, aventuras y de terror protagonizadas por el personaje del mismo nombre, creada por Manuel Díaz Bejarano y autoeditada por el autor en su propio sello La Casa Chica desde 2009.

## Sinopsis
Aurora Sombras es una investigadora de lo paranormal que tiene la extraordinaria facultad de poder ver y tocar a los fantasmas, aunque estos se encuentren en su estado "no visible". Va acompañada por el fortachón Uro y por una niña muy especial: Carla.

## Ediciones
- n.º 1: Aurora Sombras (2009)
- n.º 2: Venganza desatada (2009)
- n.º 3: El otro lado del espejo (2010)
- n.º 4: El espíritu del bosque (2011)
- n.º 5: El Corazón del Licántropo (primera parte) (2012)